# أوموري
آوموري (بالـيابانية: 青森市 = Aomori-shi) هي مدينة في اليابان، وعاصمة المحافظة التي تحمل نفس الاسم (محافظة آوموري)، تقع شمالي جزيرة هونشو، وعلى ضفاف بحر اليابان. يبلغ عدد سكانها حوالي 296,139 نسمة (2003).

## الجغرافيا

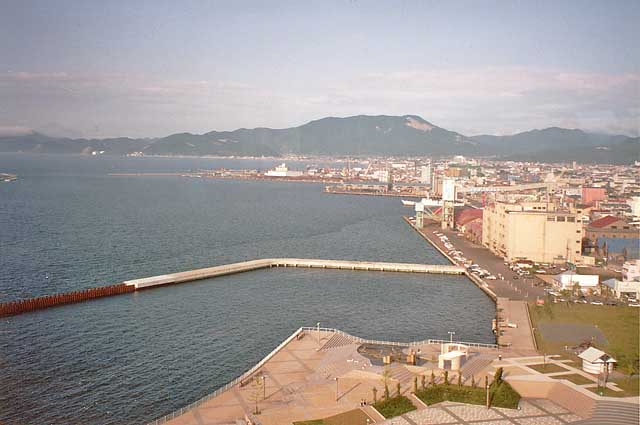
واجهة أوموري البحرية

تقع المدينة في داخل خليج موتسو، تحيط بها شبه جزر شيموكيتا من الشرق وتسوغارو من الغرب. تواجه جزيرة هوكايدو من الجنوب. تعتبر آوموري المدينة الكبيرة الوحيدة في شمال جزيرة هونشو. تعزلها جبال هاكودا عن باقي الأراضي، تقابلها على الضفة الأخرى في جزيرة في هوكايدو مدينة هاكوداتي، ويفصل بينهما مضيق تسوغارو. عام 1988 م تم إنجاز نفق لخط السك الحديدية تحت البحر طوله 54 كلم، وهو ثاني أطول نفق من نوعه في العالم، ليربط بين المدينتين. المناخ في آوموري قاس، تتهاطل فيها الثلوج بكثرة.

## التاريخ
كانت المدينة قرية صيد صغيرة، محاطة بغابات كثيفة، ثم أصبحت أوتومورا (الاسم القديم لها) ميناء حقيقيا عام 1624 م، وصارت تسمى آوموري والذي يعني الغابة الخضراء. أتى عليها حريق كبير عام 1910 م ثم دمّرت حملات القصف الجوي في الحرب العالمية الثانية حوالي 90% من المباني، تعتبر آوموري اليوم مدينة حديثة.
تقوم الأبحاث الجارية في المناطق المحيطة بالكشف عن بقايا وآثار تعود فترة جومون (8000 ق.م-300 ق.م)، يمكن التعرف عليها في متحف آوموري للآثار والذي يُعد من أغنى متاحف اليابان لهذه الفترة، تم افتتاحه سنة 1973 م.

## الاقتصاد
تعتبر المدينة همزة وصل بين جزيرتي هوكايدو وهونشو، ويعتمد اقتصادها على التبادلات التي تتم بين سكانهما. تستمد مواردها الأساسية من البحر (الأسماك، الطحالب) واستغلال الغابات المحيطة وزراعة الأشجار المثمرة (التفاح). منذ حوالي نصف قرن بدأ السياح يفدون إليها، نظر لوجود العديد من الحمامات المعدنية الحارة.

## مناطق الجذب المحلية
مهرجان آوموري نيبوتا هو مهرجان شهير يُقام في الفترة من 2 إلى 7 أغسطس سنويًا، وقد تم إدراجه كواحد من 100 مشهد صوتي في اليابان من قبل وزارة البيئة اليابانية. إلى جانب ذلك ، تشمل مناطق الجذب الرئيسية في أوموري الآثار والمتاحف والجبال. تتمتع جبال هاكيدا بمواقع جيدة للرحلات مع المنتجعات الساخنة (أونسن) ، مثل سوكايو أونسن.

## توأمة
لآوموري (آوموري) اتفاقيات توأمة مع:
- كيكسكيميت

## أعلام
- ماساتوشي كوشيبيشي
- يوكيو سيغاوا
- يو كوباياشي
- سايكو تشيبا
- رين ناريتا